# Jdanka
Jdanka (en rus: Жданка) és un poble de l'óblast de Tula, a Rússia, segons el cens del 2010 tenia 87 habitants.